# ミシェル・ド・フランス
ミシェル・ド・フランス（Michelle de France, 1395年1月11日 - 1422年7月8日）は、フランス王シャルル6世と王妃イザボー・ド・バヴィエール（バイエルン公シュテファン3世の娘）の五女で、ブルゴーニュ公フィリップ3世（善良公）の最初の妻。姉にイングランド王リチャード2世およびオルレアン公シャルルの妃イザベル、ブルターニュ公ジャン5世の妃ジャンヌ、妹にイングランド王ヘンリー5世妃カトリーヌ、弟にギュイエンヌ公ルイ、トゥーレーヌ公ジャン、フランス王シャルル7世がいる。

## 生涯
シャルル6世とイザボー王妃の間の第7子、五女として生まれた。洗礼名は、1393年に父が聖ミシェル山修道院を詣でた際に精神病が回復したことから、大天使ミカエルへの感謝を示すべく名づけられた。最初、母方の伯父バイエルン公ルートヴィヒ7世の世話で、プファルツ＝ノイマルクト公ヨハン（ドイツ王ループレヒトの三男）との縁談が進められたが、実現しなかった。
1409年6月にブルゴーニュ公ジャン1世（無怖公）の長男で、又従弟にあたるシャロレー伯フィリップと結婚した。3年後の1412年にはミシェルの弟の王太子ルイとフィリップの姉マルグリットが結婚している。この二重の縁組は、母と無怖公がすでに1404年に両者の同盟関係を深めるために実現を約束していたものだった。ミシェルは化粧料（寡婦財産）としてブルゴーニュ領のペロンヌ、ロワ、モンディディエを死ぬまで所有することになった。
1413年、ミシェルと夫は領民の願いを受け、フランドル伯領に住むことになった。1419年、ブルゴーニュ公爵家の家督を継いだ夫は、ミシェルにフランドルとアルトワの統治を妻に任せた。ミシェルは穏やかな性格で、母が娘夫婦に何かと影響力を及ぼそうとするのを防ぎ、夫に愛情を注いで盛り立てた。1422年に27歳で子供の無いまま急死したが、その死は母の意を受けた侍女による毒殺であったと言われている。夫はミシェル亡き後の1424年にボンヌ・ダルトワと再婚したが翌1425年にボンヌとも死別、1429年にイザベル・ド・ポルテュガルと3度目の結婚をすることになる。
公爵夫人の遺骸は聖バーフ大聖堂に葬られた。